# Руодо (Козенца)
Руодо је насеље у Италији у округу Козенца, региону Калабрија.
Према процени из 2011. у насељу је живело 90 становника. Насеље се налази на надморској висини од 211 м.